# Acontia inexacta
Acontia inexacta là một loài bướm đêm trong họ Noctuidae.